# 605. pr. Kr.
◄ | 8. stoljeće pr. Kr. | 7. stoljeće pr. Kr. | 6. stoljeće pr. Kr. | ►
◄ | 630-ih pr. Kr. | 620-ih pr. Kr. | 610-ih pr. Kr. | 600-ih pr. Kr. | 590-ih pr. Kr. | 580-ih pr. Kr. | 570-ih pr. Kr. | ►
◄◄ | ◄ | 608. pr. Kr. | 607. pr. Kr. | 606. pr. Kr. | 605 pr. Kr. | 604. pr. Kr. | 603. pr. Kr. | 602. pr. Kr. | ► | ►►
Astronomija

## Događaji
- Nabukodonosor II. nasljeđuje svog oca Nabopolasara na mjestu kralja Babilonije.
- Bitka kod Karkemiša, Babilonci pobjeđuju združene egipatske i asirske snage